# Löbichau
Löbichau è un comune della Germania di 944 abitanti situato nel circondario dell'Altenburger Land in Turingia.